# Eon Kid
Eon Kid poznatiji i kao Iron Kid (Gvozdeni Dečak) je južno korejska-španska crtana serija kreirana od strane Daewon Medie i Design Storma u Južnoj Koreji i BRB Internacional-a  u Španiji...

## Radnja serije
Marti je mali dečak koji slučajno pronalazi Pesnicu Eona, oružje koje podari neverovatne moći, ali ga u isto vreme smešta u srce vekovne borbe između dobra i zla. Pored brojnih robota i specijalnih efekata, srž priče je emotivno putovanje malog dečaka Martija koji neočekivano postaje heroj u njemu potpuno nepoznatom svetu.
Progonjen tamnom vojskom Generala, Marti mora da se prihvati herojskog putovanja punog akcije, avanture, komedije i izazova, upuštajući se u šokanti svet borbe, lovaca na blago, legendarnih ratnika i humanoidnih robota...

## Likovi

### Dobri
- Marti (Eon Kid)
- Eli
- Dugmence
- Gaf
- Magnum
- Violeta
- Učitelj Jang
- Orandž Mama...

### Zli
- General (Tiranin Kiborg)
- Kentauri
- Kan
- Crna Lepotica
- Skar
- Crveni Vajerni
- VInd
- Klaud
- Rejin
- Dr. Čen
- Vojvoda Von Rajmer
- Gigantor
- Čelični Džek
- Bajkeri...

### Marti
Malo po malo Marti se naviko na Pesnicu i polako počeo da koristi njene istinske tajne moći da bi uništio Generala i njegovie sledbenike. Posle treninga koji će mu pružiti učitlej Jang, Marti će biti spreman da koristi Pesnicu, da se pretvara, kada to okolnosti zahtevaju, u potpuno opremljenog, borbenog robota Eona Kida.

### Gaf
Gaf je ratnik koji pazi familiju Eona. On čuva pesnicu duže od vekam čekajući naslednika Eona, još od vremena kad je Eon pobedio Generala i onda umro bojnom polju. Nakom bezbroj borbi sa sledbenicima  Generala, kada su oni pokušali da ukradu Pesnicu, on ju je u poslednjem trenutku upoznao Martija. Od tada Gaf prati Martija svuda, štiteći ga i učeći kako da postane pravi nosilac Pesnice. Misteriozan i ćutljiv on je sluga i gospodar Martiju.

### Eli
Eli je usvojena ćerka Vojvode od Rajmera, zlog ševa Gvozdenog zamka. Ona hrabro beži kada otkrije da njen očuh tajno pomaže povratak zlog Generala i njegove armije. Ona je genijalno dete sa jedinstevnom sposobnošću da dešifruje prastare kompijuterske kodove u kojima su roboti programirani. Iako je veći deo svog života provela u sigurnosti Gvozdenog Zamka, ona se postepeno navikava na život u spoljnom svetu i postaje Martijev najbliži prijatelj i agent u usponu u borbi protiv zlog Generala.

### Ostali
- General- robot koji je stvoren da bi zaštitio svet od Gigantora, kasnije postaje zao u nameri da zavlada čitavim svetom.
- Dugmence - Martijev pas robot i dobar prijatelj, neprestano voli da priča.
- Magnum - Lider Armije CDF-a
- Violeta - agentkinja CDF-a i špijun.
- Orandž Mama - Liderkinja Narandžaste doline.
- Učitelj Jang - nezvanični član porodice Eon, učitelj je borilačkih veština.
- Crna Lepotica - ženki nindža robot, ona je na strani Generala.
- Skar - večiti rival Crnoj Lepotici, ubio je pravog Martijevog oca.
- Gigantor - gigantski robot, kreiran sa mnogo oružja u sebi.
- Dr. Čen - robočovek koji jedini može da rekonsturiše Generala.

## Spisak epizoda
| Ep# | pojavljivanje       | Srpski naziv (Izmene Luxor Co SRB) | Eng. naziv                     | Glavni motivi |
| --- | ------------------- | ---------------------------------- | ------------------------------ | --- |
| 1   | 22. septembar 2007. | Legendarna Pesnica                 | The Legendary Fist             | Marti sa dugmencetom odlazi u Zabranjenu zonu koja je pod vlasništvom Gvozdenog Zamka. Marti upoznaje Eli. Marti pornalazi Eonovu Pesnicu.                    |
| 2   | 29. septembar 2007. | Naslednik Pesnica                  | The Heir to the Fist           | Martijev otac govori Martiju da mora da ode do Mističnog Glečera. Vojvoda von Rajmer štampa letke i nudi veliku nagradu ko pronađe Martija, Eli i Dugmenceta. |
| 3   | 6. oktobar. 2007.   | Početak putovanja                  | Journey Begins                 | Sukob sa Bajkerima. Upoznavanje sa Džordžom. |
| 4   | 13. oktobar 2007.   | Nije sve u snazi                   | Strength Isn't Everything      | Borba sa Peticom. |
| 5   | 13. oktboar 2007.   | Elina tajna                        | Ally's Secret                  | Napad Bajkera. |
| 6   | Nepoznato           | Orandž Mama                        | Orange Mama                    | Džordž, Marti, Eli i Dugmence bivaju uhvaćeni do strane Orandž Mame.                                                                                          |
| 7   | 20. oktobar 2007.   | Šampionat u borbi                  | The Grand Wrestling Tournament | Marti se bori u ringu, kako bi ih Orandž Mama pustila. |
| 8   | 27. oktobar 2007.   | Borba se nastavlja                 | The Fight Goes On              | Marti se suočava sa kraljem Bajkera. |
| 9   | 3. novembar 2007.   | Bekstvo iz Narandžaste Doline      | Escape From the Orange Valley  | Marti, Eli i Dugmence beže iz Narandžaste Doline. Borba sa Šampionom Tonijem.                                                                                 |
| 10  | 10. novembar 2007.  | Roboti Maksar napadaju             | The Maxes Attack               | Roboti Gvozdenog zamka "Maksar" napadaju Orandž Dolinu kako bi uhvatili Eli.                                                                                  |
| 11  | 17. novmbar 2007.   | Susret sa sudbinom                 | Confronting Fate               | Marti konačno sreće njegovog zaštitnika Gafa. Saznanje o Tiraninu Kiborgu (Generalu) Eli biva uhvaćena od kriminalističnog traženog robota Čeličnog Džeka.    |
| 12  | 24. novembar 2007.  | Osamnaest drvenih ljudi            | The 18 Woodenmen               | Marti započinje trening kako bi mogao da ovlada Pesnicom, i sučio se Generalovim sledbenicima. Skar i Crna Lepotica napadaju Gafa.                            |
| 13  | 1_decembar 2007.    | Ratnik je rođen                    | A Warrior is Born              | Marti se suočava sa finalnim testom. Magnum (CDF) dolazi da pomogne Gafu. Skar biva uništen, kao i Crna lepotica.                                             |
| 14  | 8. decembar 2007.   | U Gvozdenom zamku                  | To the Iron Tower              | Odlazak Martija u Gvozdeni zamak kako bi spasio Eli. Gigantorovo buđenje.                                                                                     |
| 15  | 15. decembar 2007.  | Izdrži Eli                         | Ally's Escape                  | Marti uništava Čeličnog Džeka, i spašava Eli. |
| 16  | 5. januar 2008.     | Pad Gvozdenog zamka                | Fall of the Tower              | Kan napada Matija, ali ga Gaf i Magnum spašavaju. |
| 17  | 12. januar 2008.    | Noćne more                         | Nightmares                     | Marti uništava Skara. |
| 18  | 19. januar 2008.    | Van kontrole                       | Out of Control                 | Marti je izgubio kontrolu nad Pesnicom. |
| 19  | 26. januar 2008.    | Četiri nepobediva Barona           | To the Mystic Glacier          | Marti stiže do Mističnog Glečera, ali ga na putu susreću Beli Monasi.                                                                                         |
| 20  | 2. februar 2008.    | Beli monasi                        | The White Monks                | Četiri nepobediva barona su poslata da unište Martija. |
| 21  | 9. feburar 2008.    | Buđenje Generala                   | The General Awakes             | Buđenje Generala. |
| 22  | 16. februar 2008.   | Bog sa Glečera                     | Eiger the Patient              | Marti dobija Či od Eona. Borba sa Ajgerom. |
| 23  | 23. februar 2008.   | Kanova pobuna                      | The Revolt of Kahn             | Kan se buni Generalu zbog Gigantora. |
| 24  | 1_mart 2008.        | Napad na Gvozdeni zamak            | To the Iron Tower! Charge!     | Gaf, Šedou i Marti kreću ka Gvozdenom Zamku kako bi uništili Generala.                                                                                        |
| 25  | Nepoznato           | Poslednja bitka I                  | The Last Battle, I             | Marti uništava preostala 3 nepobediva Barona. Susret sa Generalom.                                                                                            |
| 26  | Nepoznato           | Poslednja bitka II                 | The Last Battle, II            | Marti uništava Generala. Eli isključuje Gigantora. |

## Spoljašnje veze
- Eon Kid na sajtu  (jezik: engleski)
- Eon Kid zvanična veb stranica
- Catalan films/Iron Kid